# Râul Vaca Mică
- Pentru alte utilizări ale numelui Vaca, vedeți pagina Vaca (dezambiguizare).

Râul Vaca Mică este un curs de apă afluent al râului Siriu, care este un afluent al râului Buzău. 

## Hărți
- Harta Munții Buzăului Hărți — Mielu[nefuncțională – arhivă]